# Polymorphodon adorfi
Il polimorfodonte (Polymorphodon adorfi) è un rettile estinto, appartenente agli arcosauriformi. Visse nel Triassico medio (Ladinico, circa 240 . 238 milioni di anni fa) e i suoi resti fossili sono stati ritrovati in Europa.

## Descrizione
Questo animale era di piccole dimensioni e non doveva raggiungere il metro di lunghezza. Possedeva una dentatura particolare, caratterizzata da denti mandibolari appiattiti lateralmente e carenati, con denticoli grandi e a forma di uncino. La premascella era dotata di un processo posteriore allungato e a forma di foglia, leggermente più lungo del corpo principale dell'osso. Nella premascella erano presenti cinque denti conici leggermente ricurvi, mentre i denti mascellari erano di forma un po' diversa, più robusti.

## Classificazione
Non è chiara la classificazione di Polymorphodon; era sicuramente un membro degli arcosauriformi, il grande gruppo di rettili comprendente gli arcosauri e i loro stretti parenti, ma il grado di parentela con altri arcosauriformi come i proterocampsidi ed Euparkeria non è certo. In ogni caso, Polymorphodon sembrerebbe essere più derivato rispetto agli arcaici eritrosuchidi, come Erythrosuchus e Shansisuchus.
Polymorphodon adorfi venne descritto per la prima volta nel 2020, sulla base di resti fossili ritrovati nella formazione di Erfurt, nei pressi di Eschenau nel Baden-Württemberg in Germania, in terreni del Ladinico.

## Paleoecologia
La peculiare dentatura di Polymorphodon sembrerebbe indicare che questo animale avesse una dieta differente da quella di altri arcosauriformi basali dello stesso periodo, e forse era un animale onnivoro.